# Douglas Johansson
Sten Gunnar Douglas Johansson (født 31. januar 1960 i Solna) er en svensk skuespiller. Han er bedst kendt for sin rolle som Jan Martinsson i filmene om Kurt Wallander.

## Filmografi (udvalg)
- Xerxes (tv-serie, 1988)
- Jerusalem (1996)
- Tic Tac (1997)
- Pistvakt (tv-serie, 1998)
- Hamilton (1998)
- Beck (tv-serie, 1998)
- Rederiet (tv-serie, 1998-2001)
- Hånden på hjertet (2000)
- Kaspar i Nudådalen (julekalender, 2001)
- Skeppsholmen (tv-serie, 2002)
- Wallander (tv-serie, 2005-2013)
- Kronprinsessen (tv-serie, 2006)
- Rosa: The Movie (2007)
- Arn: Tempelridderen (2007)
- Uskyldigt dømt (tv-serie, 2008)
- Livet i Fagervik (tv-serie, 2009)
- The Impossible (2012)
- Johan Falk (filmserie, 2012)
- Frøken Frimans krig (tv-serie, 2013)
- Den fjerde mand (tv-serie, 2015)
- Mirakel i Viskan (2015)
- Mord i Skærgården (tv-serie, 2018)
- Conspiracy of Silence (tv-serie, 2018)
- Familien Löwander (tv-serie, 2019)
- Én mod én (tv-serie, 2022)
- Maffia (tv-serie, 2025)